# ЗИЛ-133
ЗИЛ-133 — советский и российский крупнотоннажный грузовой автомобиль производства ЗИЛ. Выпускался серийно с 1975 по 1999 год. Первые прототипы выпущены в 1970 году. Представлял собой трёхосную (6 × 4) народнохозяйственную модификацию повышенной грузоподъёмности на базе массового двухосного (4 × 2) грузовика ЗИЛ-130.

## История
Разработка более грузоподъёмного автомобиля (8 тонн) с колёсной формулой 6 × 4 на базе 5-тонного ЗИЛ-130 началась в первой половине 1960-х годов. Новое семейство должно было получить индекс 133. Первые прототипы были готовы уже в середине 1960-х, однако развертывание их серийного производства постоянно откладывалось. Основным отличием был новый двигатель ЗИЛ-133, мощностью 225 л. с., крутящим моментом 45 кГм максимальной частотой вращения коленчатого вала 3800-3900 об./мин., степенью сжатия 7,5 и рабочим объёмом 7000 см³, спроектированным на основе всё того же силового агрегата ЗИЛ-130. Но необходимость выпуска такого семейства грузовиков была поставлена под сомнение в связи с планируемым вводом нового Камского автозавода, который должен был выпускать грузовики схожего класса тоннажности, но значительно более современной конструкции, в частности, с дизельным двигателем и с компоновкой «кабина над двигателем». Тем более что прототипы грузовых автомобилей для будущего завода создавались на самом ЗИЛе (ЗИЛ-170).
Тем не менее, в 1975 году было принято решение начать производство первой модели трёхосного семейства ЗИЛ-133Г1, которая получила длинную базу, отсюда и литера «Г» в индексе. ЗИЛ-133 стал самым крупным карбюраторным грузовиком в СССР. Пройдя модернизацию в 1979 году, модель получила индекс ЗИЛ-133Г2, при этом была поднята грузоподъёмность с 8 до 10 тонн. Отдельно следует упомянуть о распространённой ошибке, что модификации ЗиЛ-133Г1 и Г2 отличаются друг от друга внешне разным оформлением оперения капота кабины в стиле ЗИЛ-130, выпущенных до 1977-78 годов и после 1978 года. На самом деле смена оформления кабин шла на заводе потоком и касалась всего модельного ряда сразу, в том числе и семейства 133. Таким образом, модификация 133Г1, выпущенная до конца 1978 года, имела старое оформление, а выпускавшиеся с конца 1978 года — уже новое. Модификация 133Г2 имела только новое оформление, поскольку выпускалась с 1980 года. Выпуск этих автомобилей носил характер небольших серий. Ещё в середине 1970-х был разработан проект трёхосного ЗИЛа с дизельным двигателем КамАЗ-740. Эта модель получила индекс ЗиЛ-133ГЯ и её производство началось в 1979 году. Автомобили этой модификации легко узнать по длинному капоту с оригинальной фальшрешёткой с формой больших горизонтальных брусьев. Капот пришлось удлинить, чтобы в его пространство вошёл куда более крупный дизель КамАЗ-740.
Бензиновые ЗИЛ-133Г2 были сняты с производства уже в 1983 году в связи с тем, что дизельный вариант ЗИЛа являлся более эффективным — расход топлива на 100 км при скорости 60 км/ч составляет у ЗИЛ-133ГЯ 26,6 л (дизтопливо) против 48,3 л у ЗИЛ-133Г2 (бензин).. Вместе с тем, «ГЯ», являясь, фактически, «капотной» альтернативой новых КамАЗов, выпускались уже крупными сериями, в основном, в качестве голых шасси под разные установки и реже в качестве бортовых. Производство ЗИЛ-133ГЯ велось до 14 апреля 1993 года, после чего эта модель была модернизирована, в частности, получила кабину от нового семейства грузовиков ЗиЛ-4331, индекс 133Г40 и выпускалась на ЗИЛе до 2000 года. Получив новый отраслевой индекс ЗИЛ-630900 и двигатель ЯМЗ-236А-1, коробки передач ЯМЗ-238Л либо СААЗ-54232А-1700010-20/30, автомобиль выпускали до 2002 года. Его сменил в производстве автомобиль ЗИЛ-6309Н0 с двигателем ЯМЗ-236НЕ2 выполняющий нормы токсичности Евро-2. Автомобиль выпускали до 2005 года.

## Конструкция
Ввиду унификации с ЗИЛ-130 ЗИЛ-133 мало отличается от него конструктивно, из главных принципиальных отличий — передняя управляемая ось с прямой балкой, два ведущих моста, из которых первый несёт в себе межосевой дифференциал с ручной блокировкой (посредством пневмокрана в кабине), а так же рама увеличенной длины с измененным сечением лонжеронов.

## Модификации

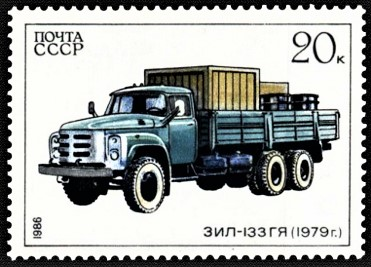
ЗИЛ-133ГЯ (1979—1992)

- ЗИЛ-133 — базовое шасси со средней базой с карбюраторным двигателем ЗИЛ-133. Серийно не выпускалось.
- ЗИЛ-133Б — короткобазное самосвальное шасси. Серийно не выпускалось.
- ЗИЛ-133В — седельный тягач. Мелкосерийный выпуск.
- ЗИЛ-133Г — дальнейшее развитие ЗИЛ-133 с удлинённой базой (один бензобак и платформа с двумя боковыми бортами).
- ЗИЛ-133Г1 — унифицированная модификация ЗИЛ-133Г (два бензобака и три боковых борта) грузоподъёмностью 8 т. В целях наибольшей унификации с уже выпускаемым семейством ЗИЛ-130 были унифицированы бензиновый двигатель со всеми системами и оборудованием, однодисковое сцепление, 5-ступенчатая коробка передач, а также все основные узлы и детали рулевого управления, стояночного и рабочих тормозов, карданные валы с шарнирами и шлицевыми соединениями, детали рамы и передней подвески, элементы пневматической системы, система электрооборудования, контактно-транзисторная система зажигания, кабина с оборудованием и оперение, а с ЗИЛ-131 — амортизаторы передней подвески. Серийный выпуск 1975—1980 гг.
- ЗИЛ-133Г2 — в 1977 году добавилась 10-тонная модель ЗИЛ-133Г2 полной массой 17,2 т. Их оборудовали стандартным 150-сильным бензиновым двигателем V8, 5-ступенчатой коробкой передач, гипоидной главной передачей и балансирной подвеской задних колёс на полуэллиптических рессорах. Серийный выпуск 1977—1979 гг.
- ЗИЛ-133Д — короткобазное самосвальное шасси.
- ЗИЛ-133Д1 — упрощённая модификация ЗИЛ-133Д.
- ЗИЛ-144Н — сельскохозяйственный вариант с задними односкатными арочными шинами.
- ЗИЛ-133ГЯ — дизельная модификация ЗИЛ-133Г2 с двигателем КамАЗ-740 (1979—1993). Выпущено 105 759 машин, включая шасси для надстроек.
- ЗИЛ-133ВЯ — седельный тягач и короткобазное самосвальное шасси с дизельным двигателем КамАЗ-740 (1979—1993).
- ЗИЛ-Э133ВЯТ — седельный тягач с двигателем КамАЗ-7403 (260 л. с.) с турбонаддувом. Серийно не выпускался.
- ЗИЛ-133Г40 — дальнейшее развитие ЗИЛ-133ГЯ с кабиной семейства 4331 и дизелями ЗИЛ-6454 / ЗИЛ-645 / Cat 3116 (1992—1999).
- ЗИЛ-133Г42 — крановое шасси с кабиной семейства 4331 и двигателем ЗИЛ-6454 (1992—1999).
- ЗИЛ-133Д42 — самосвальное шасси с кабиной семейства 4331 и двигателем ЗИЛ-645 (1992—1999).
- ЗИЛ-13305А — седельный тягач с удлинённой кабиной семейства 4331 и двигателем ЗИЛ-6454 (1993—1999).
- ЗИЛ-133Г2А* — модификация ЗИЛ-133Г2 с кабиной семейства 4331 и карбюраторным двигателем ЗИЛ-508.10 (1993—1995).
- ЗИЛ-133Г2Б* — шасси с кабиной семейства 4331 и карбюраторным двигателем ЗИЛ-508.10 (1993—1995).
- ЗИЛ-133Д52* — самосвальное шасси с кабиной семейства 4331 и двигателем ЗИЛ-508.10 (1993—1995).
- ЗИЛ-451400 — самосвал с кузовом НефАЗ (1997—1999).
- ЗИЛ-630900 — дальнейшее развитие ЗИЛ-133Г40 с двигателем ЯМЗ-236А (1999—2002).
- ЗИЛ-640900 — седельный тягач с двигателем ЯМЗ-236А (1999—2002).
- ЗИЛ-6309Н0 — дальнейшее развитие ЗИЛ-630900 с двигателем ЯМЗ-236НЕ2 (Евро-2) (2002—2005).
- ЗИЛ-6309Н2 — крановое шасси с двигателем ЯМЗ-236НЕ2 (Евро-2) (2002—2005).
- ЗИЛ-45222 — самосвальное шасси с двигателем ЯМЗ-236НЕ2 (2002—2005). Кузов ММЗ.
- ЗИЛ-630980 — модификация ЗИЛ-6309Н0 с кабиной ЗИЛ-433180 с двигателем ММЗ Д-260.Е3 (Евро-3) (2008). Серийно не производился.
- ЗИЛ-6404 — опытный седельный тягач с кабиной семейства 4331 со спальным модулем двигателем ЯМЗ-7514 (410 л. с.) и 14-ступенчатой коробкой передач ЯМЗ-Э33. Серийно не выпускался.

*Выпуск карбюраторных модификаций 133Г2А, 133Г2Б и 133Д52 в 1993—1995 гг. был вызван прекращением поставок дизелей КамАЗ-740 из-за пожара на заводе двигателей КАМАЗ.

## Спецмашины

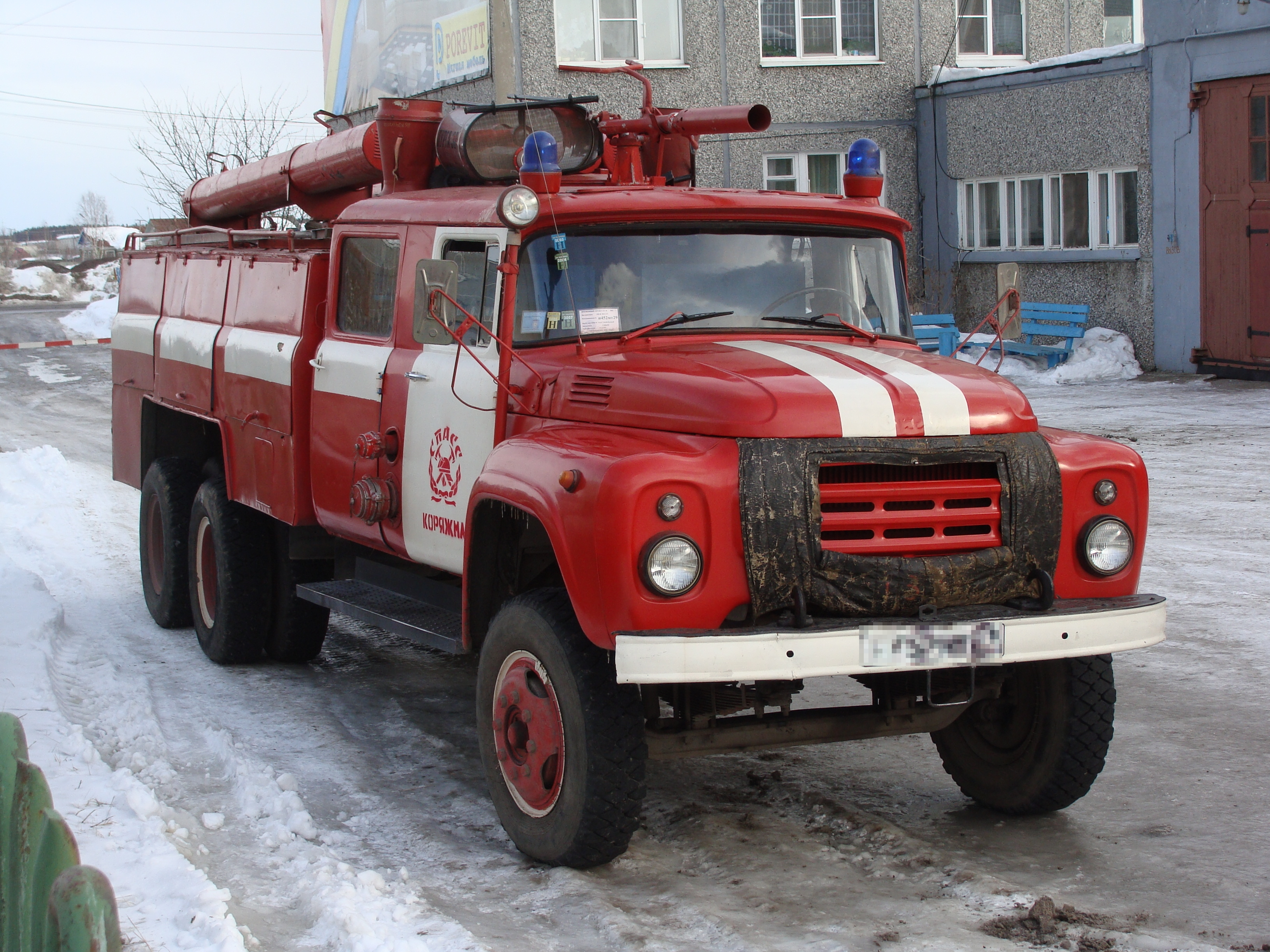
АЦ-40(133Г2)-181

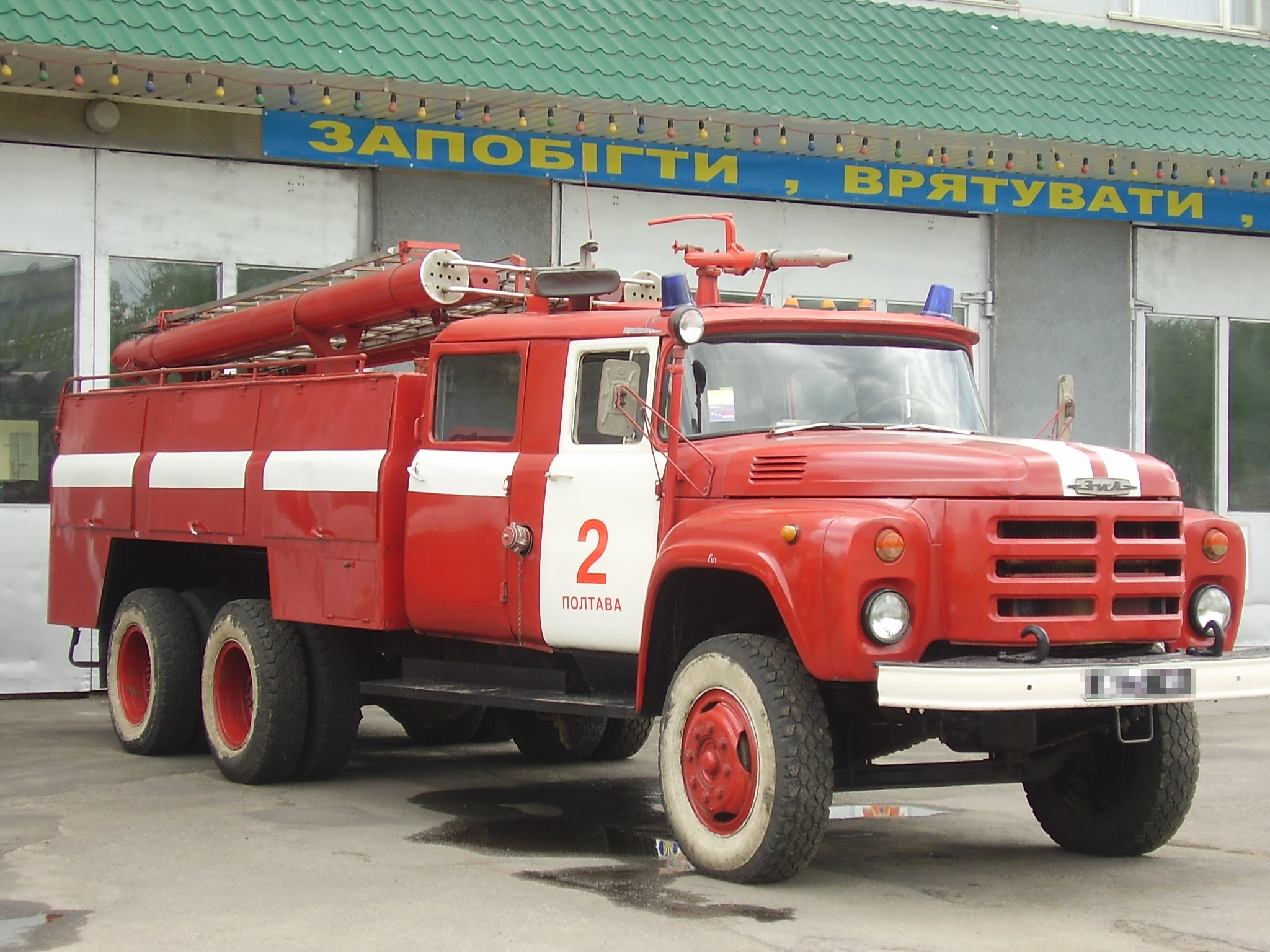
АЦ-40(133ГЯ)-181А

- КСА-7 — опытный образец разбрасывателя грузоподъёмностью 7 тонн на базе ЗИЛ-133Г1. На задних мостах устанавливались арочные шины.
- Автокран КС-3575А
- Пожарные автоцистерны АЦ-40(133Г2)-181, АЦ-40(133ГЯ)-181А
- Пожарная автолестница АЛ-45(133ГЯ)ПМ-501
- Автомобиль комбинированного тушения АКТ-2,5/3(133ГЯ)-197
- Бетоносмеситель СБ-159Б1
- Загрузчик машин для внесения минеральных удобрений ЗМУ-8
- Загрузчик сеялок автомобильный ЗСА-7
- Автоцистерна с системой пневморазгрузки и полезным объёмом 15м3 АСП-15
- Коленчатый подъёмник АГП-28
- Комбинированная дорожная машина ЭД-403
- Фургон для перевозки лошадей КАвЗ-59821[6]
- Инкассаторский автомобиль ДИСА-6938

## В игровой и сувенирной индустрии
С 2014 года доступна модель ЗИЛ-133ГЯ в масштабе 1:43 производства Start Scale Models, с 2015 — от Автоистории, а с 2018 (со следами эксплуатации) — от ModelPro.
25.10.2014 модель КАвЗ-5982 (шасси ЗИЛ-133Г1) в масштабе 1:43 вышла в рамках проекта «Автомобиль на службе» (№ 78, «Перевозка лошадей»).
В 2015 году от Start Scale Models вышли модели автокрана КС-3575А (133ГЯ) и АЦ-40(133ГЯ).
В 2018 году от ModelPro вышла модель ЗСА-7 (133ГЯ).
В 2019 году от ModelPro вышли модели: ЗМУ-8 (133ГЯ), АСП-15 (133ГЯ) и АКТ-3/2,5 (133ГЯ).
31 декабря 2020 года в игре «Motor Depot» вышло обновление 1.2, в котором в том числе был добавлен ЗИЛ-133 различных модификаций.

## Галерея

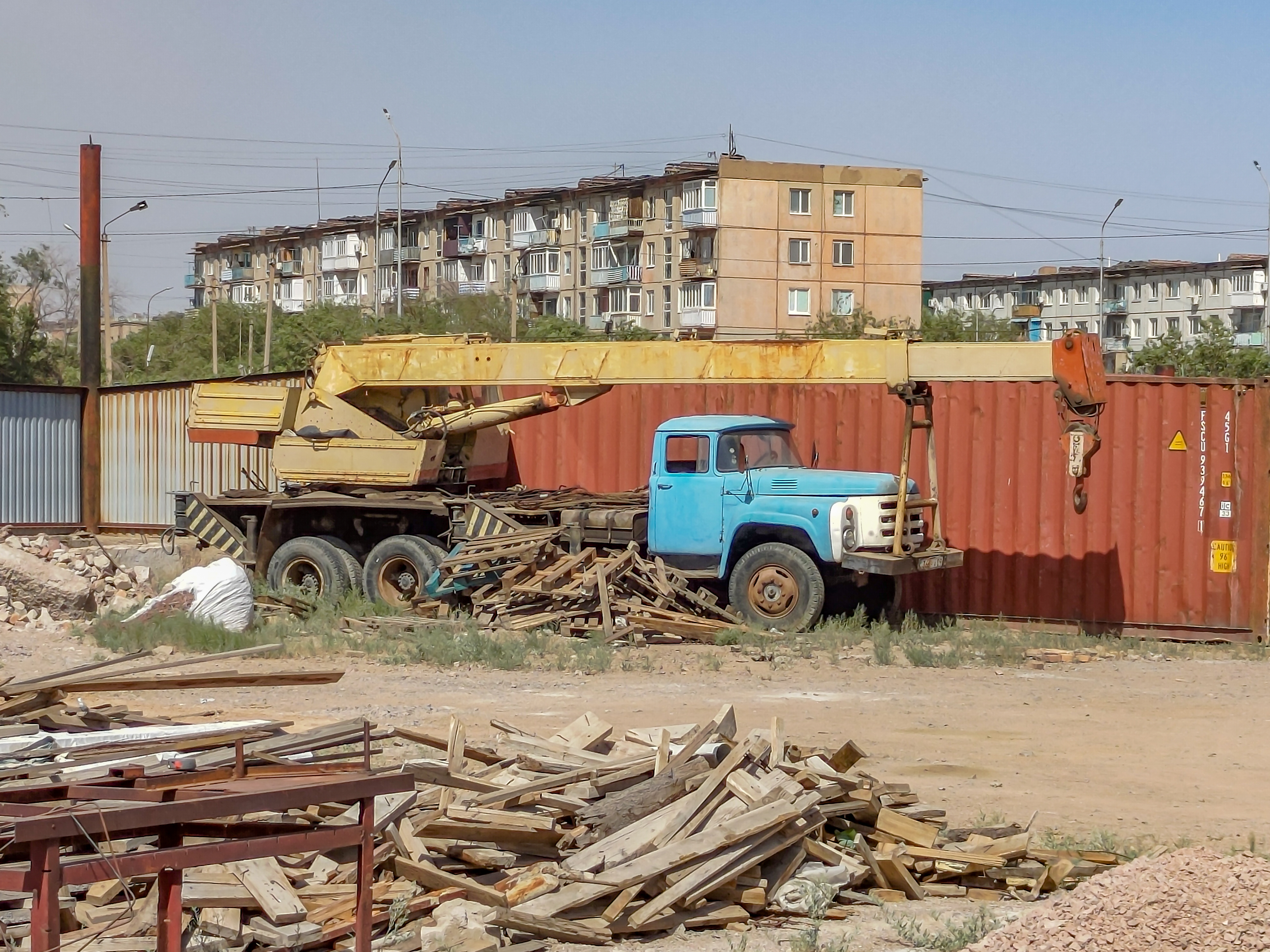
ЗиЛ-133ГЯ (автокран КС-3575), Кыргызстан
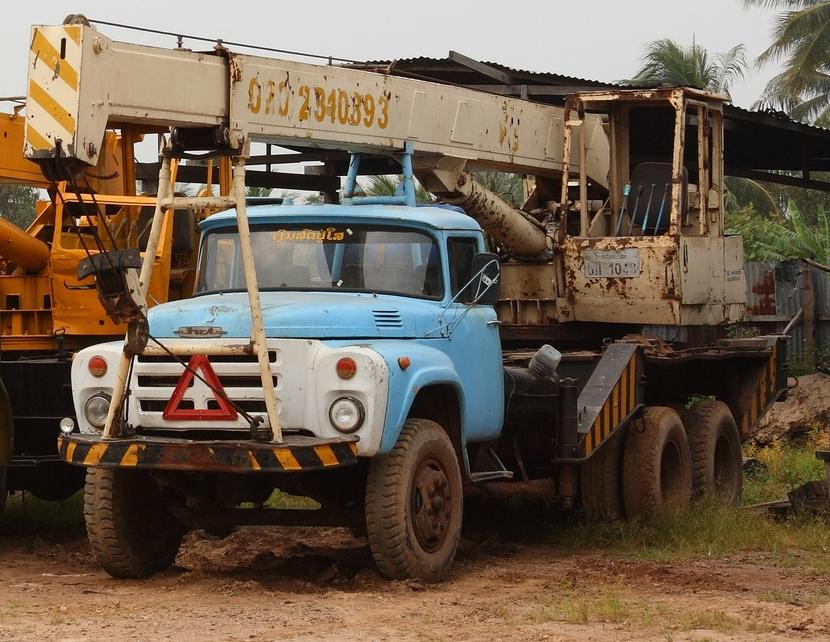
ЗиЛ-133ГЯ (автокран КС-3575), Лаос
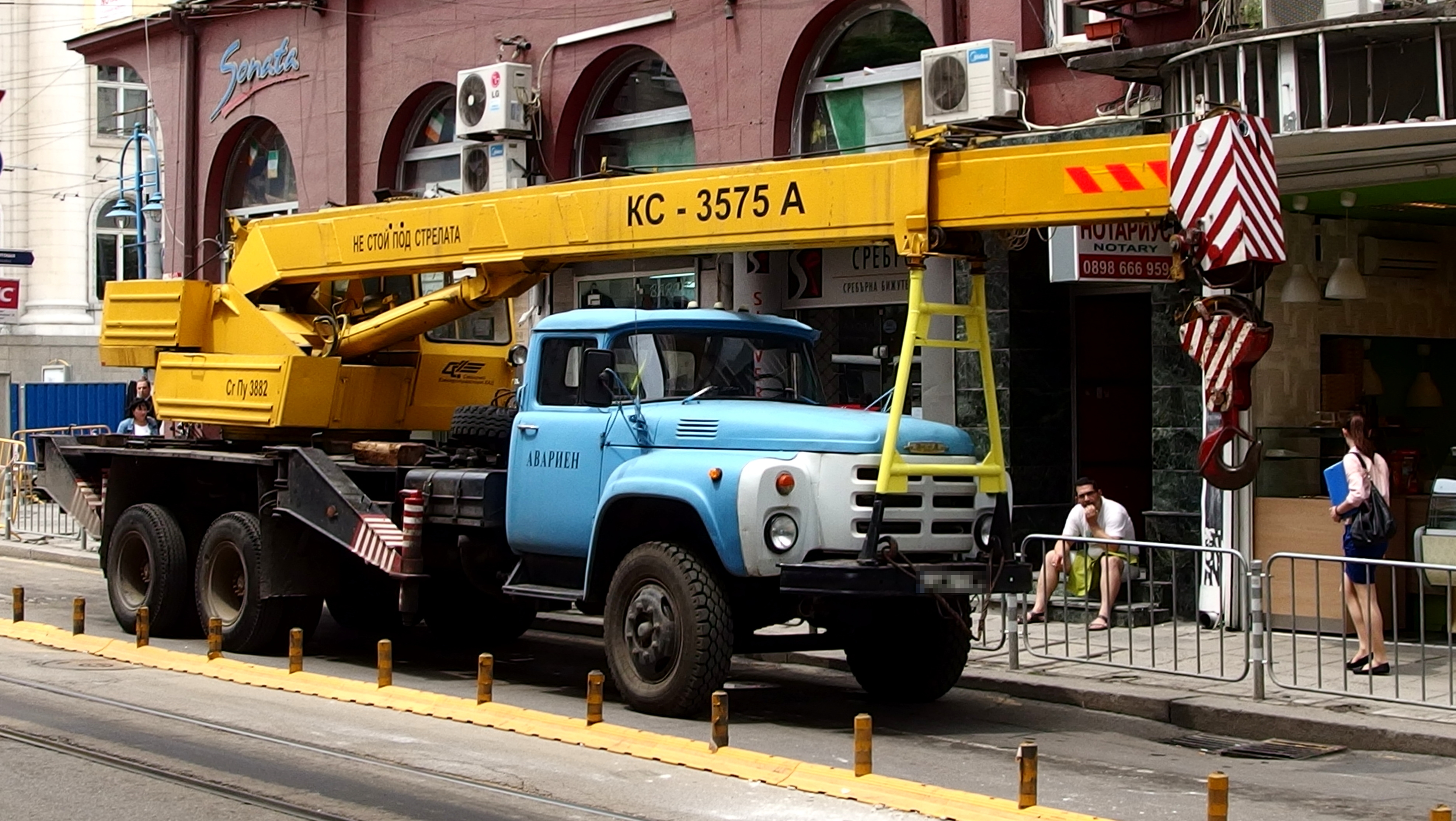
ЗиЛ-133ГЯ (автокран КС-3575), Болгария
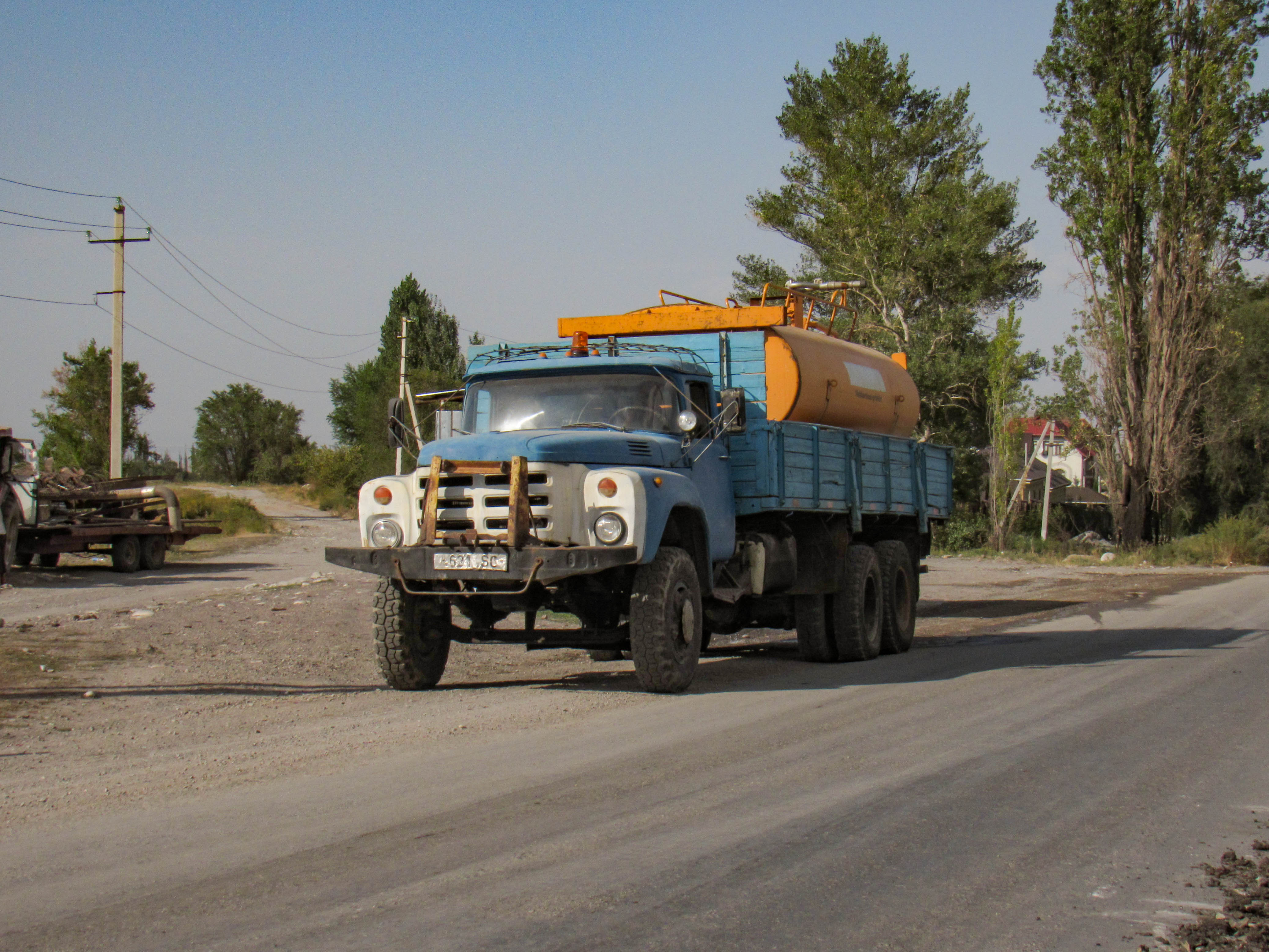
Бортовой грузовик ЗИЛ-133Г40, Кыргызстан
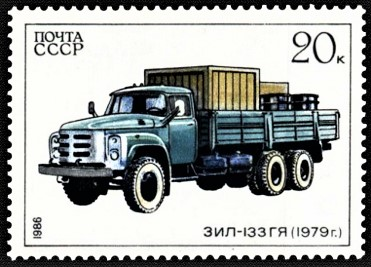
ЗИЛ-133ГЯ на советской марке
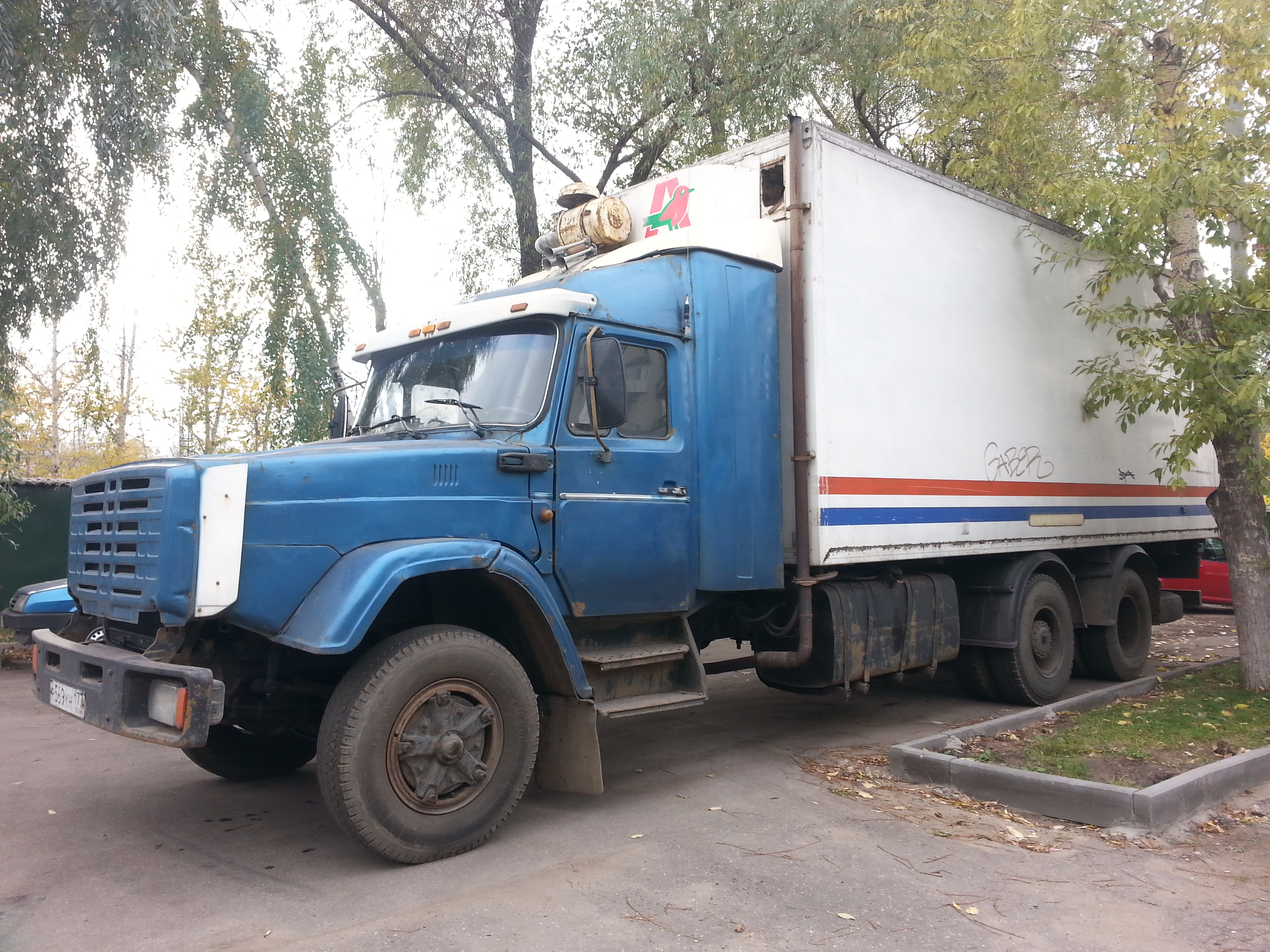
Бортовой грузовик ЗИЛ-133Г40 в Москве